# Természetfeletti
A természetfeletti vagy természetfölötti kifejezés magába foglalja mindazok a tartalmakat, amelyek nem magyarázhatók meg a természet törvényei szerint, amelyek megközelítésére az emberi megismerés fizikailag és biológiailag leírható és értelmezhető eszközei alkalmatlanok. Sem tudományos vagy kísérleti módszerrel nem lehet tanulmányozni. Az úgynevezett természetfeletti jelenségeket néha isteni vagy démoni beavatkozásoknak, vagy szellemeknek vagy „mágikus” gyakorlatoknak tulajdonítják.
Elsősorban a vallásokban, az okkultizmusban, az ezoterikában használt fogalom, de jelenségei gyakran kapcsolódnak a paranormális témákhoz is.
A szupranaturalizmus egy természetfeletti szellemi világ létezését állítja. 
A természetfelettiben való hit ellentétét naturalizmusnak nevezik.

## Etimológia
A kifejezés összetett latin szó fordítása: supernaturalis, amely két középkori szóból származik: supra (= fölött) + naturalis (= természet).

## Vallás
A vallásokban a természetfeletti világhoz tartoznak a láthatatlan lények, a különféle csodák és jelenségek (megtestesülés, bilokáció, Mária-jelenések stb.), továbbá a mennyország és a pokol is.
A teológusok a természetfeletti szó helyett előnyben részesítik a transzcendens kifejezést.

### Kereszténység
A katolikus teológiai nyelvhasználat "természetfeletti"nek azokat a jelenségeket nevezi, amelyek nem magyarázhatók meg, és amelyek nem sorolhatók ahhoz, amit kötelező érvénnyel mint Istentől kinyilatkoztatottat tartunk számon (pl. jelenések).
Egyes jelenségek, például a Mária-jelenések, a stigmák inkább csak a katolikus valláshoz kapcsolódnak.
Henri de Lubac, a természetfeletti fontos európai katolikus teológusa számos munkát publikált e témában.

## Természetfeletti lények
A Biblia Istenről, angyalokról, démonokról és több égről beszél, mint egy többrétegű szféráról.
A különböző vallásokban számtalan olyan entitással találkozunk, amelyek a fizikai világon túl léteznek, és amelyeket a test érzékszervein keresztül nem érzékelünk.

## Csodák
A természetfeletti csoda leginkább azt jelzi, hogy valami kívül esik a megmagyarázhatóság és a fizikailag lehetséges határain. A modern korban a tudomány fejlődése a csodákat, mint nem természettudományos fogalmat a babonák és mesék kategóriájába száműzte, napjainkban azonban a spiritualitás és az ezoterika újjáéledésével a csodák sokaknál újra a valóság részévé váltak.
Európában a csodák kivizsgálása a történelem folyamán jó ideig az uralkodó egyház körébe tartozott, a csodatevőket pedig ideológiailag vagy szenteknek vagy az ördög szolgáinak titulálták. Tudományos megfigyelések csak a 19. századtól, nagyjából a parapszichológia megszületésekor kezdődtek.
A feljegyzések alapján a jóga, a tantra vagy a mágia magas szintjén, illetve számos, a szent életet megvalósított személynél látványos pszi-jelenségek figyelhetők meg. A világvallások szinte mindegyikében fellelhetünk olyan csodákat, amelyekre – tudományos értelemben – nincs magyarázat. 

### Ószövetség
Az Ószövetségben sok természetfeletti csodáról olvashatunk. A keresztény hívők szerint a bibliai csodák a valóságnak abba a síkjába tartoznak, ahol Isten cselekszik a maga által teremtett világban. Ezért a hit és a természetfeletti csoda kölcsönösen feltételezik egymást.

### Újszövetség

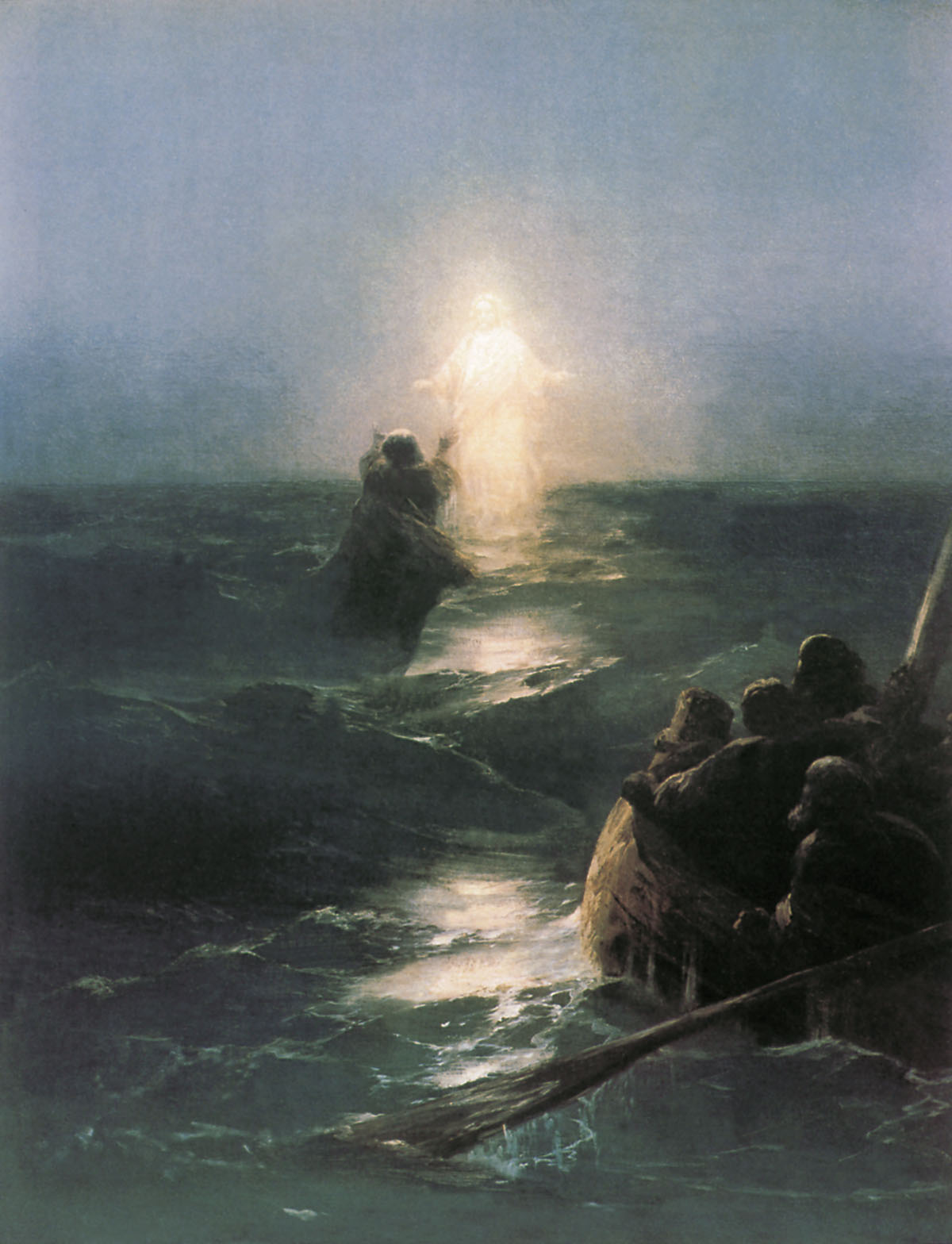
„Jézus Krisztus a vízen jár”: Ivan Ajvazovszkij orosz festő munkája, a Jézusnak tulajdonított számos természetfeletti ajándék egyikét ábrázolja

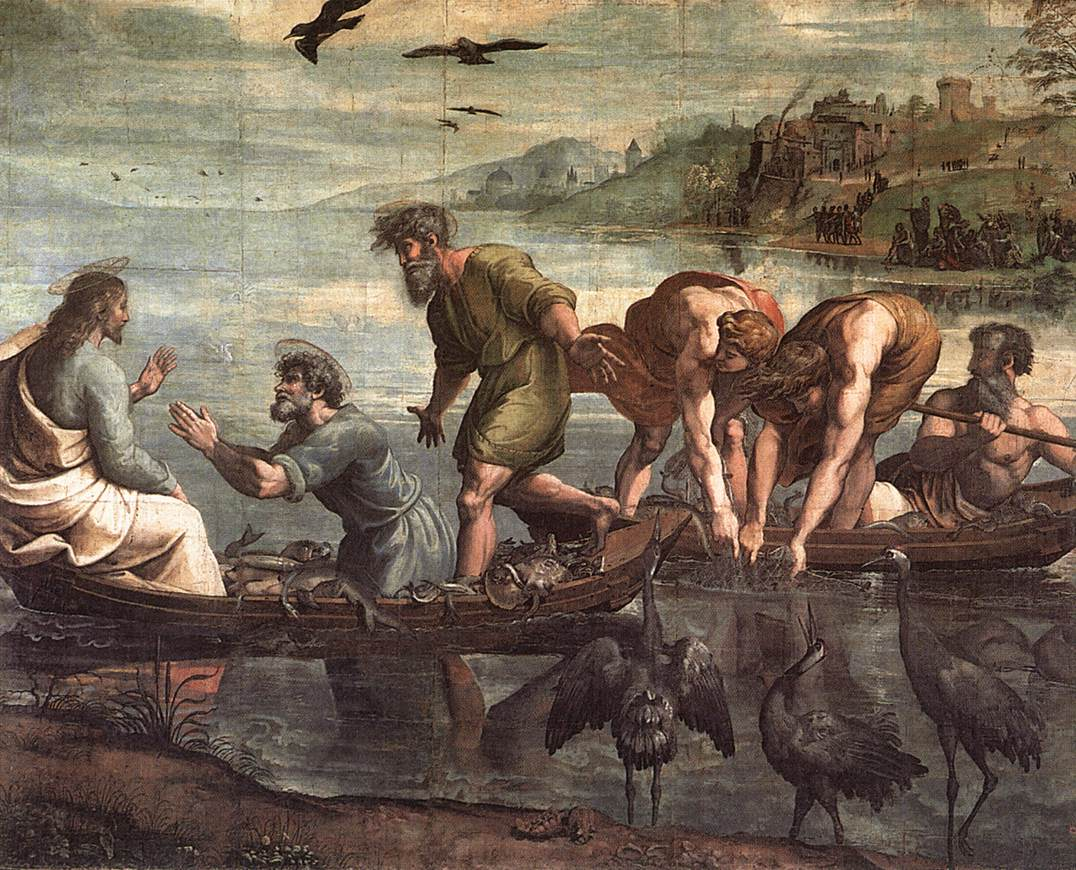
Raffaello Sanzio: A csodálatos halfogás 1515, Jézus egyik csodája

Az Újszövetség alapján Jézus számtalan csodát vitt véghez. Abban a korban az írástudók ragaszkodtak az ószövetségi törvények betűjéhez, a biblia tudósai közül némelyek megkísérelték bizonyítani Jézus isteni voltát. 
A Biblia így írja le a történetet:
Ekkor az írástudók és farizeusok közül egyesek azt mondták neki: »Mester, szeretnénk tőled egy jelet látni« .
Ő azt válaszolta nekik: »A gonosz és parázna nemzedék jelet kíván, de nem kap jelet, csak Jónás próféta jelét«  
Nem az volt tehát a probléma, amit kértek, hanem amiért kérték.
Más alkalommal egy farizeus ezt mondta neki:
Rabbi, tudjuk, hogy Istentől jött tanító vagy, mert senki nem tudja ezeket a csodákat véghezvinni, amelyeket te cselekszel, hacsak nincs vele az Isten. 

### Kereszténység
A keresztény kultúrkörben a szentek által végrehajtott csodákat a Lélek erejének is nevezik. Ilyen erővel gyógyított Jézus, a tanítványok és a próféták, támasztottak fel halottakat, parancsoltak a természeti erőknek, olvastak mások gondolataiban, vagy jelentették meg a jövőt.
Iréneusz 2. századi püspök öt könyvből álló művében így ír:
"Sok híre még, hogy az apostolok imádság által halottakat támasztottak fel, és a (jelen) testvéri gyülekezetben is sokszor előfordult: szükséghelyzetben az egész helyi egyház böjtöléssel és buzgó könyörgéssel imádkozott, és az elhunyt lelke visszatért, és az ember a szentek imáinak volt köszönhető. 
Akik valóban (Krisztus) tanítványai, tőle kapják a kegyelmet, és az ő nevében használják fel arra, hogy jót tegyenek a többi emberrel. Egyesek ördögöket űznek ki, mások előre ismerik az eljövendő eseményeket, prófétai látomásokkal és szavakkal rendelkeznek, ismét mások kézrátétellel meggyógyítják a betegeket és helyreállítják az egészségüket .. és mint mondtuk, halottakat is feltámasztottak, akik (még) számos éven át velünk maradtak..."

### Buddhizmus
Egyes szerzetesek aszkéta gyakorlataik, a meditáció és az erényes életvitel segítségével mágikus tulajdonságokat nyernek, belső hőt állíthatnak elő (tummo), levitációra lesznek képesek, holtakat keltenek életre azzal, hogy szellemüket azokba táplálják. Általában is elmondható, hogy tanításaik szerint képesek meghaladni a hétköznapi emberek által ismert természeti törvényeket.

#### Tibeti buddhizmus
A tibeti buddhizmusban senki sem tagadja a természetfeletti jelenséget, de nem tekintik őket csodának, tehát természetfelettinek. Az úgynevezett csodákat teljesen természetes, mindennapi eseményeknek tartják, amelyek kevésbé ismert törvények és erők megfelelő működéséből születnek.
A tibeti ember rendíthetetlen determinista. Hite szerint minden tudatos cselekedetnek számtalan oka van. Ez okok közül legjobban az követhető, amely a cselekvést végző elméjében jött létre: a tudatos akarat. A tibetiek ideszámítják azokat az okokat is, amelyek akár a cselekvő tudtán kívül is cselekvésre ösztönöztek. Mindkét fajtáját GYU-nak (közvetlen, elvi oknak) nevezik. Aztán következnek azok az okok, amelyek nem a cselekvőben eredtek, de segíthetik a cselekvés véghezvitelét. Ezek a kién-ek. (Pl. a növény gyúja a mag. A talaj, a benne levő különböző szubsztanciák, a víz, levegő, nap, a kertész, aki elvetette a magot stb., ezek a kiének.) Amikor tehát a gondolatok koncentrációjáról, mint egy jelenség közvetlen okáról beszélünk, nem szabad elfelejtenünk, hogy a tibeti misztikusok szerint ez a koncentráció nem spontán, hanem determinált; másodsorban, hogy a közvetlenül látható ok mellett a háttérben sok másodlagos ok is létezik, ezek ugyanúgy szükségesek a jelenség létrehozásához. A pszichikus tréning titka - a tibeti felfogás szerint - olyan koncentrációs erő kifejlesztése, amely messze meghaladja a legtehetségesebb ember képességét. A misztikus mesterek állítják, hogy az elme ilyen koncentrációjának révén energiahullámok jönnek létre, amelyeket többféle módon lehet felhasználni. Hitük szerint ez az energia létrejön minden fizikai vagy szellemi cselekvésnél; a buddhista meghatározás szerint az elme, a beszéd és a test akciója. A pszichikus jelenségek létrejötte ennek az energiának az erejétől és irányától függ.

### Hinduizmus
A hinduizmusban a sziddhi paranormális vagy természetfeletti képességet jelent, amelyet a tökéletessé vált mestereknek, egyes jógiknak tulajdonítanak. Paramahansza Jógánanda így ír Egy jógi önéletrajza című könyvében: 
"Aki tökéletes egységben él az isteni hatalommal, az tetszése szerint hajthat végre bármilyen változást a kozmikus vízióban, tetszése szerint varázsolhat elő, vagy tüntethet el tárgyakat. Minél inkább megvalósítja Istennel és az ő örök törvényeivel való egységet, annál kevésbé uralkodhat rajta az anyag. Nem a fizikus, hanem a megvalósult mester érti meg az anyagok valódi természetét. Ilyen tudásánál volt képes Jézus is arra, hogy visszaforrassza a szolga fülét, amelyet egyik tanítványa a kardjával levágott."

## Parapszichológia
A parapszichológiában a paranormális szót használják inkább helyette, hiszen ami természetfeletti, az nem evilági, márpedig a híveik szerint a parapszichológia tárgyát képező jelenségek nem e világ felett álló jelenségek, hanem nagyon is valóságosak.

## A természetfeletti és a tudomány
A tudományban többféle nézet van jelen, ezek közül három emelhető ki: 
- Naturalizmus (nem létezik természetfeletti)
- Agnoszticizmus (nem lehet megismerni, hogy létezik-e)
- Teizmus (csak hittel és csak részben ismerhető meg)

## Szkeptikusok
1964 óta a James Randi Educational Foundation 1 millió dollárt kínált fel annak a személynek vagy csoportnak, aki elfogadott tudományos vizsgálati kritériumok alapján bizonyitani tud bármilyen természetfeletti vagy paranormális képességet. A felkínált összeget senki nem vitte el.
Állítólag a híresen ateista  Mussolinival történt az meg, hogy egyik előadása közben azt mondta a hallgatóságának, hogy bebizonyítja nekik, hogy nincs Isten.  Ha van Isten, adok neki egy percet, hogy elpusztítson engem – mondta, majd az óráját letette az emelvényre és várta a perc elmúlását, miközben síri csend volt. Miután letelt a perc, így szólt hozzájuk: "Látjátok nincs Isten, még mindig élek!" 